# Caída libre (película)
Caída libre —cuyo título original es Freier fall— es una película alemana de drama romántico, dirigida por Stephan Lacant. Está protagonizada por Hanno Koffler, Max Riemelt y Katharina Schüttler. El guion fue escrito por Lacant y Karsten Dahlem. Fue estrenada en el Festival Internacional de Cine de Berlín el 23 de mayo de 2013. En España se puede ver en Filmin subtitulada, no se ha hecho un doblaje en español.
El rodaje comenzó en Ludwigsburg, Alemania, en el verano de 2012. Freier Fall ha sido comparado con Brokeback Mountain y recibió buenas críticas después de su estreno en el Festival de Cine de Berlín el 8 de febrero de 2013 y en el Festival de Cine Frameline en los Estados Unidos el 21 de junio de 2013. [1] La banda sonora original de la película escrita por el dúo musical Dürbeck & Dohmen fue lanzada digitalmente en línea por MovieScore Media para coincidir con el estreno de la película el 23 de mayo de 2013. Hizo una taquilla bruta de $ 599,721. 
Una secuela, Free Fall 2 (alemán: Freier Fall 2), está a punto de producirse a partir de marzo de 2017, siempre que el proyecto de micromecenazgo esté financiado.

## Sinopsis
Marc (Hanno Koffer) es un agente de policía que vive con su novia Bettina (Katharina Schüttler), que está embarazada, y con la que en apariencia mantiene una genuina relación de amor y comprensión. Es una pareja feliz, pero las dudas llaman a la puerta de Marc cuando conoce a Kay (Max Riemelt) en un curso de formación. El desconcierto, el miedo, la incomprensión de sentirse atraído por otro hombre, una clase de deseo que hasta ahora desconocía, que incluso repudiaba, despierta dentro de él.

## Argumento
Marc Borgman (Hanno Koffler ) es un joven policía que está en un curso de entrenamiento para ingresar a la unidad de control de disturbios. Tiene una relación con Bettina (Katharina Schüttler), la cual está embarazada. A Marc no le está yendo bien en la academia, quedando en el último lugar de su grupo en términos atléticos, además de que no se lleva bien con su compañero de cuarto, Kay Engel (Max Riemelt). Durante los ejercicios, incluso llegan a confrontarse físicamente, pero después Marc se disculpa por su agresividad y al paso de los días varias situaciones hacen que una relación se vaya desarrollando entre ellos. Ambos comienzan a correr juntos regularmente, pero en una oportunidad Kay toma por la fuerza a Marc para besarlo. Confundido y dubitativo, Marc inicialmente lo rechaza y mantiene su distancia, pero después reconoce su atracción al continuar con sus encuentros íntimos con Kay.
Simultáneamente, Bettina y Marc se han mudado a una nueva casa cercana a los padres de él. Los problemas aparecen cuando la doble vida que lleva Marc empieza a generar en él efectos psicológicos, quien ve en peligro su estabilidad familiar y su carrera profesional por tener sentimientos hacia Kay. Poco a poco se dará cuenta de cómo algo tan espontáneo se convierte en un sentimiento mucho más fuerte, incluso más fuerte que su sentimiento hacia Bettina.

## Reparto
- Hanno Koffler como Marc Borgmann.
- Max Riemelt como Kay Engel.
- Katharina Schüttler como Bettina Bischoff.
- Oliver Bröcker como Frank Richter.
- Stephanie Schönfeld como Claudia Richter.
- Britta Hammelstein como Britt Rebmann.
- Shenja Lacher como Gregor Limpinski.
- Maren Kroymann como Inge Borgmann.
- Luis Lamprecht como Wolfgang Borgmann.
- Vilmar Bieri como Lothar Bischoff.
- Attila Borlan como Werner Brandt.
- Horst Krebs como Bernd Eiden.
- Samuel Schnepf como Benno Borgmann.
- Barbara Bernt como Ärztin.

## Secuela
El 19 de mayo de 2015, Max Riemelt confirmó que se estaba planeando una posible secuela de Free Fall. A finales de 2016, se lanzó el sitio web freefall2.com para informar a la audiencia sobre la concepción de una posible secuela. Los productores independientes de Kurhaus Productions están planeando producir una secuela de Free Fall 2 con el mismo reparto principal y Stephan Lacant como director. El presupuesto proyectado de tres millones de euros se financiará mediante micromecenazgo. La campaña comenzó el 19 de marzo de 2017 en Indiegogo.